# Zentralfriedhof Furpach

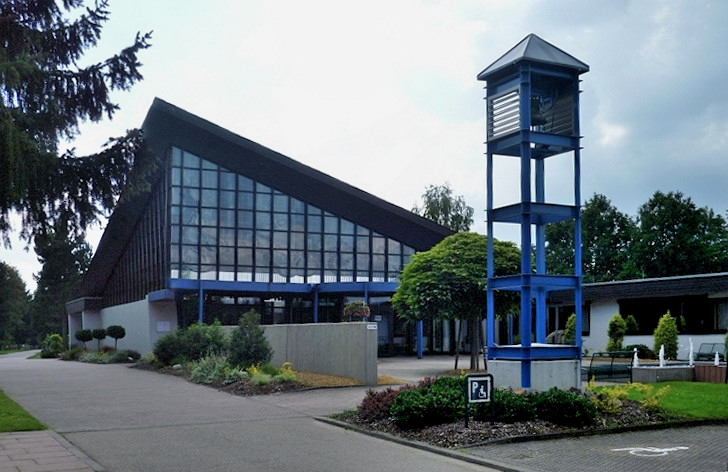
Einsegnungshalle des Zentralfriedhofs Furpach

Der Zentralfriedhof Furpach ist seit seiner Eröffnung 1961 der wichtigste Friedhof der Stadt Neunkirchen (Saar). Mit einer Fläche von insgesamt 22,4 ha ist er nach dem Saarbrücker Hauptfriedhof und dem Waldfriedhof Saarbrücken-Burbach der drittgrößte Friedhof im Saarland.

## Geschichte
Durch die starke Zunahme der Bevölkerung Neunkirchens seit Mitte des 19. Jahrhunderts war der 1875 eröffnete Hauptfriedhof Scheib für die Anzahl der Beisetzungen zu klein geworden. Ab 1933 plante man die Anlage eines neuen städtischen Friedhofs, für den zunächst ein Gelände auf der Spieser Höhe in Betracht gezogen wurde. Kriegsbedingt wurde dort 1939 ein Ehrenfriedhof für gefallene Soldaten angelegt, auf dem es nach dem Krieg mehr als 400 Gräber gab, darunter auch von ausländischen Kriegstoten. Sie wurden einheitlich mit Rosen bepflanzt und mit einer Hainbuchenhecke eingefasst. Der Ehrenfriedhof wurde 1959 aufgehoben und die Kriegstoten teils auf den Hauptfriedhof Scheib, teils auf den Sammelfriedhof Besch umgebettet.
Bei erneuten Planungen für den Zentralfriedhof der Stadt wurde ein Gelände beim Stadtteil Furpach im stadteigenen Wald südöstlich des Gutshofs Furpach ausgewählt, nachdem ein Gutachten 1958 hier die günstigsten Bedingungen bescheinigt hatte. Ab 1960 wurde mit der Anlage des neuen Friedhofs begonnen. Der Friedhof sollte sich als Waldfriedhof in die Landschaft und das Waldgebiet einpassen. Hier lag die mittelalterliche Kirche mit dem im Jahr 1857 eingeebneten mittelalterlichen Kirchhof von Furpach, der an 200 zum Teil wohlerhaltene Skelette barg. Nach Fertigstellung des ersten Feldes mit 300 Grabstellen wurde der neue Begräbnisplatz am 11. Juni 1961 eingesegnet – vormittags durch die evangelische, nachmittags durch die katholische Kirchengemeinde. Die erste Beisetzung erfolgte am 27. Juni 1961. Die Leichen wurden in den ersten Jahren in der Leichenhalle des Hauptfriedhofs Scheib aufgebahrt und dann zum Zentralfriedhof Furpach transportiert.
1973 wurde der anfänglich 15,7 ha große Friedhof um 6,7 ha erweitert und der Neubau einer Trauerhalle auf dem Zentralfriedhof Furpach beschlossen.

## Einsegnungshalle
Die neue Einsegnungshalle mit dem charakteristischen Spitzdach, deren Bau 3.121.000 DM kostete, wurde im Sommer 1980 eingeweiht. Über einen Vorhof mit Brunnenanlage, dem Sammelplatz für die Trauergemeinde, wird die Halle betreten, die mit 130 Sitzplätzen rund 200 Personen Platz bietet. An die Einsegnungshalle und den Sammelhof schließen Aufbahrungsräume, Warteräume, Büro und Räume für Pfarrer und Träger an, im Untergeschoss sind Sozialräume, Heizung und Geräteräume untergebracht. Ein externer Glockenturm ist dem Komplex vorgelagert. Auf der Wegseite gegenüber steht eine Sonnenuhr aus Sandstein mit der Aufschrift „Licht klärt / Schatten lehrt“, das Meisterstück des Neunkircher Bildhauers Oliver Rinder.